# Prihodi
Prihodi so naselje v Občini Jesenice. Ustanovljeno je bilo leta 1979 iz dela ozemlja naselja Jesenice. Leta 2015 je imelo 95 prebivalcev.